# Nayachar
Nayachar (en bengalí: নয়াচর) es una isla en el río Hooghly, en el estado indio de Bengala Occidental. La isla es habitada por unos pocos pescadores, y ha llamado la atención del público en general recientemente como el sitio propuesto para un centro químico importante iniciado por el Gobierno de Bengala Occidental. El centro se propuso antes, en Nandigram. Sin embargo se anunció el 19 de agosto de 2011 que este proyecto será desechado. La palabra bengalí Char significa una franja de terreno de arena saliendo del lecho de un río o el mar por encima del nivel del agua. Naya significa "Nuevo".